# Viaduc de Markersbach
Le viaduc de Markersbach, dit aussi « Pont en allumettes » est un pont de chemin de fer, situé à Raschau-Markersbach en Allemagne.
Il est mis en service en 1889.

## Histoire
Le viaduc de Markersbach est mis en service en 1889. 
D'après une conception par l'ingénieur Hans Manfred Krüger, (constructeur du pont Blaues Wunder à Dresde), le pont a été construit en 1888 sous la direction de la Geheimen Finanzrates Köpcke (Conseil privé financière Köpcke). Le premier train traverse le pont le 1er décembre 1889, allant de Grünstädtel à Buchholz. 
En 1997, le service ferroviaire sur le pont a été arrêté.

## Caractéristiques
C'est un viaduc ferroviaire de type pont à tréteaux (ou chevalets), travées du tablier en poutres à treillis et arcs inversés sous le tablier, long de 236,5 mètres et haut de 36,5 m. Il a une masse totale de 534 tonnes de fer riveté.

## Galerie de photographies

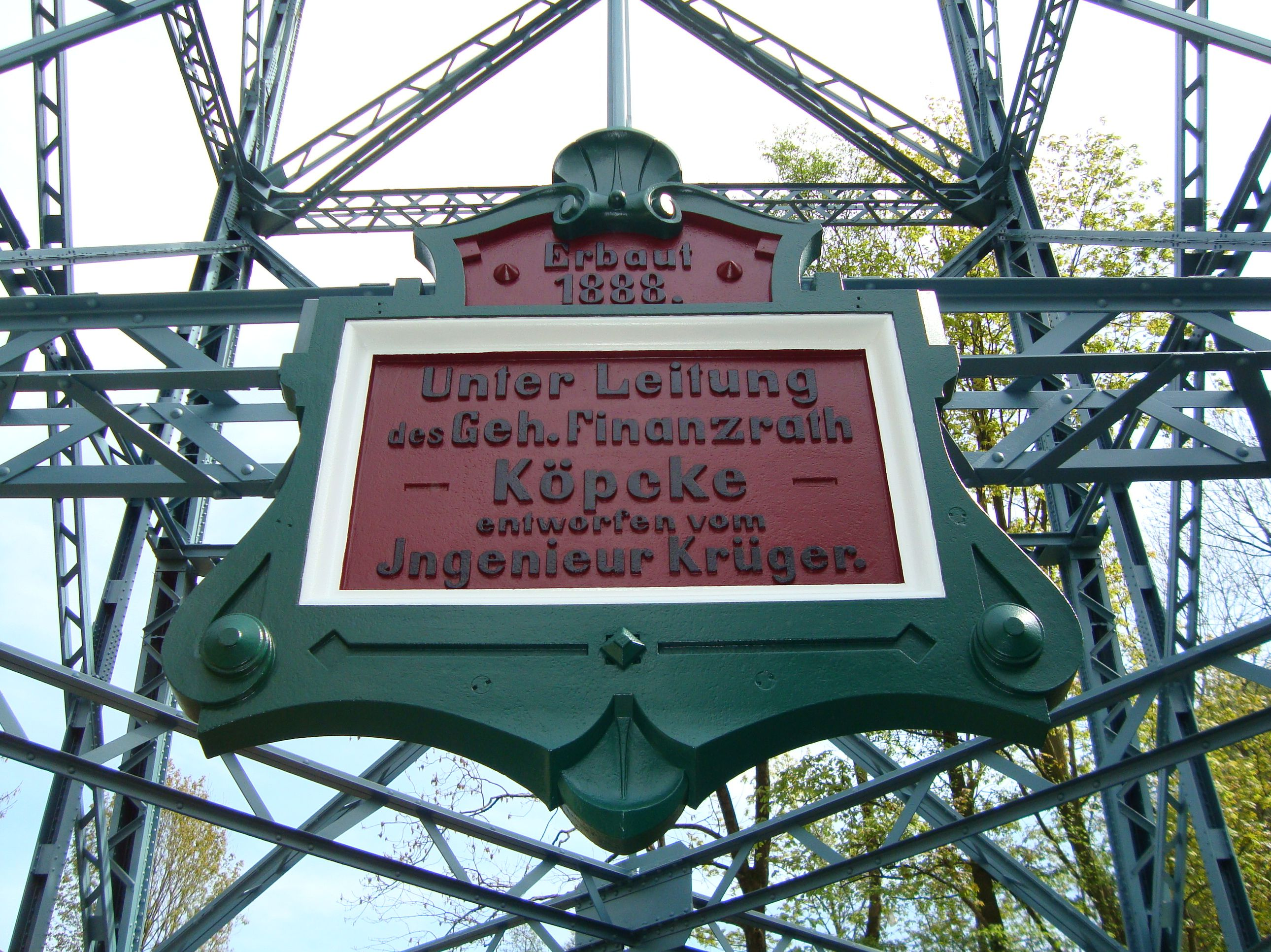
Plaque de construction.
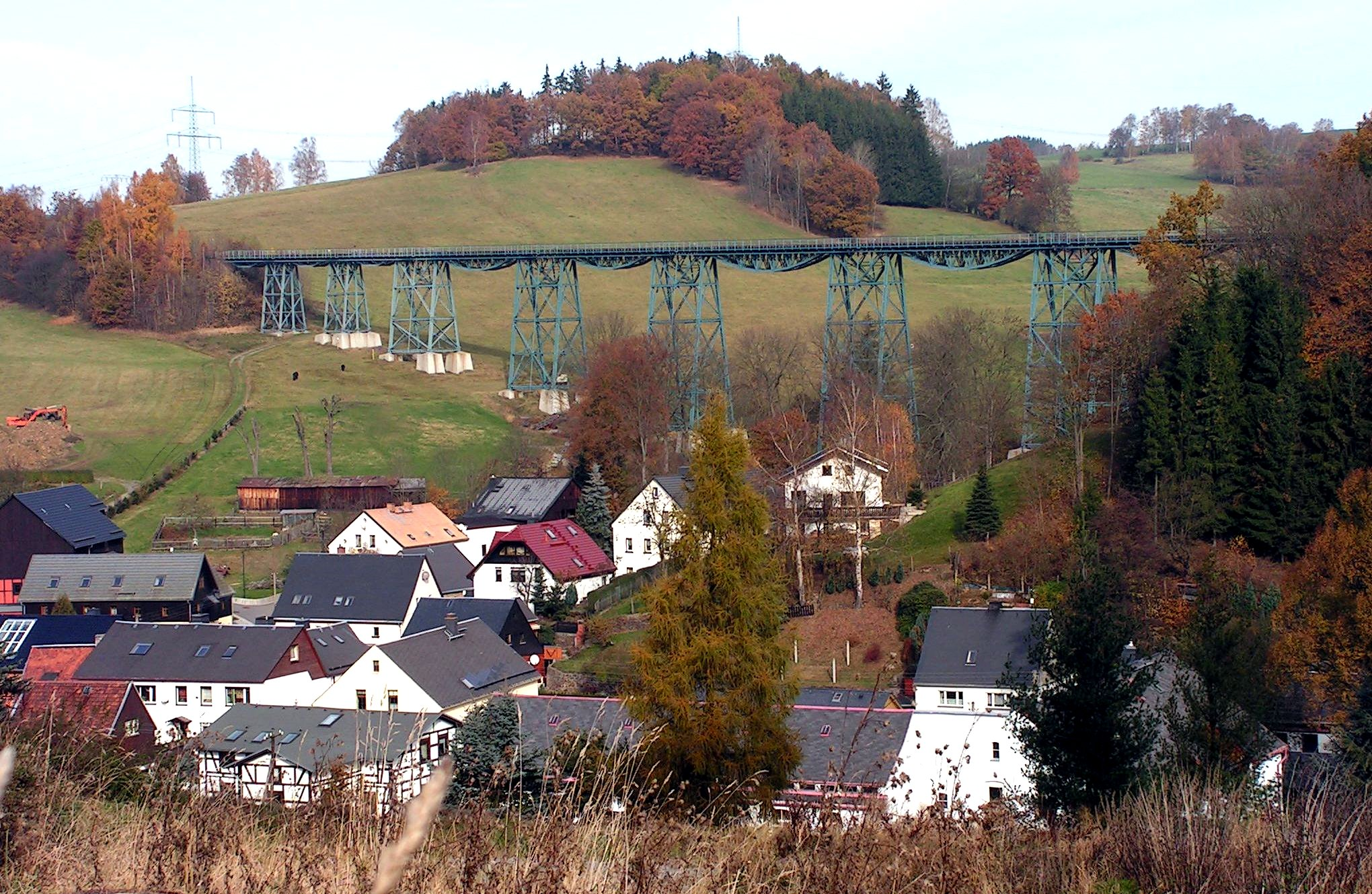
Le viaduc en 2009.